# Liste der Naturdenkmale in Neuenburg am Rhein
| Naturdenkmale | Anzahl |
| ------------- | ------ |
| FND           | 2      |
| END           | 0      |
| Gesamt        | 2      |

Die Liste der Naturdenkmale in Neuenburg am Rhein nennt die verordneten Naturdenkmale (ND) der im baden-württembergischen Landkreis Breisgau-Hochschwarzwald liegenden Stadt Neuenburg am Rhein. In Neuenburg am Rhein gibt es insgesamt zwei als Naturdenkmal geschützte Objekte, alle sind flächenhafte Naturdenkmale (FND), keines ist ein Einzelgebilde-Naturdenkmal (END).
Stand: 1. November 2016.

## Flächenhafte Naturdenkmale (FND)
| Name                     | Bild | Kennung     | Einzelheiten       | Position | Fläche Hektar | Datum         |
| ------------------------ | ---- | ----------- | ------------------ | -------- | ------------- | ------------- |
| Kohlergrund              | BW   | 83150760002 | Neuenburg am Rhein | ⊙        | 4,8           | 6. Feb. 1997  |
| Orchideenwiese           | BW   | 83150760001 | Neuenburg am Rhein | ⊙        | 0,8           | 15. Sep. 1972 |
| Legende für Naturdenkmal |      |             |                    |          |               |               |